# 南宫中学
南宫中学位于河北省南宫市育才路，创立于清宣统元年（公元1909年），学校曾于1949年被省政府确定为省重点中学，1984年被省教育厅确认为首批办好的省重点中学。现为河北省示范性普通高中。

## 学校历史

### 1912年～1949年
南宫中学创立于清宣统元年（公元1909年）。是年，晚清举人齐福丕在“南宫县立两等小学堂”设立的中学班，即为该校起源。1911年秋，中学与小学分立，中学部分命名为“南宫县中学堂”。1912年改名为“南宫县公立中学”。1930年更名为“南宫县立初级中学”。1938年日寇侵占南宫，学校停办。

### 1949年迄今
1945年8月冀南行署在原校址建立“冀南滏阳中学”。1949年2月更名为“冀南区公立南宫中学”，同年8月河北建省，学校确立为“河北省立南宫中学”。1951年暑假招收高中班，成为完全中学。1956年更名为“河北南宫第一中学”。1961年一、二中合并，名称为“河北省南宫中学”。
1966年“文化大革命”开始，1968年7、8月，老三届毕业生先后离校。
1970年夏在原南宫中学东院建“南宫城关高中”， 1971年改称“南宫县中学”。1971年起在旧城东北角原校操场处建新校舍。
1978年，学校被确定为邢台地区重点中学。1981年，邢台地区改“南宫县中学”为“南宫中学”。
1984年，学校被河北省确定为全省首批办好的24所重点中学之一。
2001年，顺利通过省示范性高中验收，被命名为河北省示范性普通高中。